# Ala-Karttimo
Ala-Karttimo är en sjö i Finland. Den ligger i kommunen Suomussalmi i landskapet Kajanaland, i den nordöstra delen av landet, 600 km norr om huvudstaden Helsingfors. Ala-Karttimo ligger 226,1 meter över havet. Arean är 78,6 hektar och strandlinjen är 8,9 kilometer lång. Sjön  ingår i Uleälvens huvudavrinningsområde. 